# Spoken Words Collected Poems 1985-2000
『Spoken Words Collected Poems 1985-2000』（スポークンワーズ コレクテッド ポエムズ 1985-2000）は、2000年12月21日にEpic Records / GO4 Recordsから発売された、佐野元春のベスト・アルバム。

## 概要
今作は、デビュー20周年記念WEB「eTHIS」の通信販売のみでリリースされ、映画『ビートニク』の公開に合わせ、タワーレコード渋谷店にて2001年3月16日から5月6日まで開かれた『渋谷シティライツ書店』にて20冊限定で販売された。
1985年に小学館より発売されたカセットブック『ELECTRIC GARDEN』から、1998年に参加した手塚治虫のトリビュート・アルバム『ATOM KIDS TRIBUTE TO THE KING "O.T."』に提供し、マキシシングルでも発売した「僕は愚かな人類の子供だった」まで、佐野元春が発表したポエトリー・リーディングとスポークン・ワードの15曲を収録している。
2007年に、Sony Music Direct / GT musicから『BEATITUDE Collected Poems and Vision 1985-2003』として再発売された。

## 収録曲
| 全作詞・作曲・編曲: 佐野元春。 |                                                               |           |            | |      |
| #                              | タイトル                                                      | 作詞      | 作曲・編曲 | 収録作品                                                                                           | 時間 |
| 1.                             | 「再び路上で」                                                | 佐野元春  | 佐野元春   | 『ELECTRIC GARDEN』                                                                                | 1:48 |
| 2.                             | 「Sleep」                                                     | 佐野元春  | 佐野元春   | 『ELECTRIC GARDEN』                                                                                | 1:45 |
| 3.                             | 「52nd Ave.」                                                 | 佐野元春  | 佐野元春   | 『ELECTRIC GARDEN』                                                                                | 2:08 |
| 4.                             | 「リアルな現実 本気の現実 Part 1 & Part 2」                   | 佐野元春  | 佐野元春   | 『ELECTRIC GARDEN』                                                                                | 8:43 |
| 5.                             | 「夜を散らかして」                                            | 佐野元春  | 佐野元春   | 『ELECTRIC GARDEN』                                                                                | 3:24 |
| 6.                             | 「N.Y.C.1983〜1984」                                          | 佐野元春  | 佐野元春   | 『ELECTRIC GARDEN』                                                                                | 5:54 |
| 7.                             | 「Dovanna」                                                   | 佐野元春  | 佐野元春   | 『ELECTRIC GARDEN』                                                                                | 2:34 |
| 8.                             | 「ある9月の朝」                                               | 佐野元春  | 佐野元春   | 『ELECTRIC GARDEN #2』                                                                             | 3:01 |
| 9.                             | 「完全な製品」                                                | 佐野元春  | 佐野元春   | 『ELECTRIC GARDEN #2』                                                                             | 2:33 |
| 10.                            | 「…までに」                                                   | 佐野元春  | 佐野元春   | 『ELECTRIC GARDEN #2』                                                                             | 2:59 |
| 11.                            | 「僕は愚かな人類の子供だった (CMJK Version)」                 | 佐野元春  | 佐野元春   | 『ATOM KIDS TRIBUTE TO THE KING "O.T."』                                                           | 4:22 |
| 12.                            | 「フルーツ-夏が来るまでには」                                 | 佐野元春  | 佐野元春   | 『FRUITS』                                                                                         | 2:34 |
| 13.                            | 「廃墟の街」(LIVE)                                            | 佐野元春  | 佐野元春   | 音楽雑誌「THIS Vol.1 No.2 Spring 1995」付録8cmCD『Beat-titude Live! Presented by magazine 'THIS'』 | 4:13 |
| 14.                            | 「ポップチルドレン-最新マシンを手にした陽気な子供たち」(LIVE) | 佐野元春  | 佐野元春   | 音楽雑誌「THIS Vol.1 No.2 Spring 1995」付録8cmCD『Beat-titude Live! Presented by magazine 'THIS'』 | 4:10 |
| 15.                            | 「自由は積み重ねられてゆく」(LIVE)                            | 佐野元春  | 佐野元春   | 音楽雑誌「THIS Vol.1 No.2 Spring 1995」付録8cmCD『Beat-titude Live! Presented by magazine 'THIS'』 | 4:03 |
| 合計時間:                      | 合計時間:                                                     | 合計時間: | 54:11      | |      |